# Уеді-Меліз
Уеді-Меліз (араб. وادي مليز) — місто в Тунісі. Входить до складу вілаєту Джендуба. Станом на 2004 рік тут проживало 2 188 осіб.